# Серпин
Серпины (англ. Serpins, сокращение от англ. serine protease inhibitors, «ингибиторы сериновых протеаз») — группа белков, которые имеют определённое структурное сходство между собой и многие из которых ингибируют сериновые протеазы, то есть протеазы, имеющие серин в активном центре.

## Введение
Изначально этим термином обозначали класс белков, специфически ингибирующие определённые сериновые протеазы (например, антитромбин — серпин, специфически ингибирующий сериновую протеазу тромбин). Однако позже оказалось, что некоторые белки, структурно сходные с серпинами, не обладают ингибиторной активностью (например, основной белок яичного белка овальбумин), но тем не менее они также отнесены к серпинам.

## Классификация
В 2001 году была опубликована классификация серпинов, по которой 500 белков, отнесённых к серпинам, были разделены на 16 кладов (групп, возникших из одного предшественника). См. (Silverman et al.) в Библиографии.

## Основные представители класса
Следующие белки относятся к классу серпинов:
- Сериновые протеазы:
  - Альфа-антитрипсин;
  - Альфа-антихимотрипсин;
  - Альфа-антиплазмин (ингибитор фибринолиза);
  - Антитромбин (ингибитор коагуляции, в частности фактора X, фактора IX и тромбина;
  - C1-ингибитор;
  - Нейросерпин;
  - Ингибитор активатора плазминогена-1 и Ингибитор активатора плазминогена-2 (ингибитор фибринолиза);
  - Ингибитор белок Z-подобной протеазы (ZPI, инактивирует фактор X и фактор XI)

- Связывающие глобулины и другие белки:
  - Транскортин
  - Тироксин-связывающий глобулин
  - Ангиотензин
  - Овальбумин